# Borăscu
Borascu là một xã thuộc hạt Gorj, România. Dân số thời điểm năm 2002 là 3694 người.